# Grembergen
Grembergen – dzielnica (deelgemeente) miasta Dendermonde w Belgii, w Regionie Flamandzkim, w prowincji Flandria Wschodnia, w okręgu Dendermonde. 1 stycznia 2020 roku liczyła 7215 mieszkańców. Do 31 grudnia 1976 samodzielna gmina.

## Demografia
Liczba mieszkańców, stan na 1 stycznia:
| Rok                | 1900 | 1930 | 1961 | 1970 | 2020 |
| ------------------ | ---- | ---- | ---- | ---- | ---- |
| Liczba mieszkańców | 2961 | 4049 | 5316 | 5854 | 7215 |